# Luciano Francisco Comella
Luciano Francisco Comella, né à Vich le 13 novembre 1751 et mort à Madrid le 31 décembre 1812, est un journaliste, écrivain et dramaturge espagnol. 
Avec plus de deux cents pièces, Comella est l’un des dramaturges les plus prolifiques de son siècle.
Il doit son succès à l’utilisation de sujets touchant à des personnes internationales illustres.